# Juan Alberto Schiaffino
(Eduardo Galeano nel libro Fútbol a sol y a sombra)
Juan Alberto Schiaffino Villano (Montevideo, 28 luglio 1925 – Montevideo, 13 novembre 2002) è stato un calciatore e allenatore di calcio uruguaiano naturalizzato italiano, di ruolo centrocampista.
Soprannominato Pepe e ribattezzato in patria El dios del fútbol (in italiano "Il Dio del calcio"), è considerato uno dei più forti giocatori della storia del calcio e da molti come il migliore calciatore uruguaiano di tutti i tempi. Occupa la 70ª posizione nella speciale classifica dei migliori calciatori del XX secolo pubblicata dalla rivista World Soccer e la 17ª posizione nell'omonima lista pubblicata dall'IFFHS. Quest'ultima rivista lo ha posizionato inoltre alla 6ª posizione nella classifica dei migliori calciatori sudamericani del XX secolo.
Giocò in club prestigiosi come Peñarol, Milan e Roma vincendo 5 campionati uruguaiani e 3 scudetti. Indossò le divise della Nazionale uruguaiana e di quella italiana.
Con la nazionale, fu protagonista del Maracanazo e fu campione del mondo nel 1950.

## Biografia
Nacque a Barrio Sur, a pochi edifici di distanza dalla vecchia sede del Peñarol. Suo padre, Raúl Gilberto, era impiegato presso l'Ippodromo di Maroñas, e sua madre era una casalinga paraguayana. Il nonno paterno Alberto, originario di Camogli (Genova), emigrò nel Sud America agli inizi del Novecento ed aprì una macelleria.
Ancora da bambino si trasferì a Pocitos, dove cominciò a giocare a calcio. Inizialmente, non avendo entrate decenti, svolse anche altri lavori: il fornaio, il commesso in una cartoleria e l'operaio in una fabbrica di alluminio. Suo fratello maggiore Raúl, di due anni più vecchio, giocò come centravanti nel Peñarol, squadra nella quale poi lo raggiunse. Raúl fu capocannoniere della Primera División nella stagione 1945.
Fu la madre, María Eusebia, a battezzarlo Pepe. Schiaffino era chiuso ed introverso. Tendeva a fare di testa sua, anche a livello professionale, creando a volte tensioni con i compagni e l'allenatore. Schiaffino fu probabilmente il primo calciatore a gestirsi gli ingaggi con criteri manageriali. Al Milan, nei giorni liberi da impegni, andava in Svizzera per occuparsi di speculazioni finanziarie.
Riusciva ad ottenere ottimi profitti che poi reinvestiva, acquistando appartamenti e negozi. Nel 1962, terminata la carriera di calciatore, tornò a Montevideo e continuò a praticare affari nel settore immobiliare. Era amante della pesca. Si sposò con Angelica nel 1952, conosciuta 10 anni prima in autobus. La coppia non ebbe figli. Lei morì sei mesi prima di lui - che la seguì il 13 novembre 2002 a causa di un tumore, dopo aver passato gli ultimi mesi ricoverato in un ospizio.
Il giorno della sua morte il Senato della Repubblica uruguayana gli fece un tributo. Tra lo stupore generale Jorge Larrañaga chiese che nell'ordine del giorno ci fosse uno spazio per rendergli omaggio: così fece un discorso come riconoscimento per la sua carriera. Fu sepolto nel Panteón de los Olímpicos, cimitero di Montevideo riservato ai calciatori uruguaiani campioni olimpici nel 1924 e 1928 e vincitori ai mondiali del 1930 e del 1950.

## Caratteristiche tecniche
(Gianni Brera)

Gianni Brera, suo estimatore, lo seguì ai tempi del e ai mondiali in Svizzera nel 1954.

Longilineo ed esile fisicamente, è stato un centrocampista completo e polivalente. In possesso di un talento ed una tecnica fuori dal comune, aveva il vizio del gol grazie ad un tiro preciso ma non troppo potente. Un interno sinistro molto abile nella rifinitura, dotato di un'ottima visione di gioco, in grado di leggere in anticipo lo sviluppo del gioco. Sempre Brera lo definì un interno impareggiabile, mentre Cesare Maldini, suo ex compagno di squadra, disse: aveva un radar al posto del cervello.
Inizialmente schierato in posizioni offensive, dopo la vittoria ai mondiali in Brasile nel 1950 - ed in particolare nel corso della carriera italiana - si tramutò in regista, posizione che gli consentiva di dirigere la manovra e di dettare i tempi a tutta la squadra. Negli ultimi due anni, alla Roma, arretrò ulteriormente nella posizione di libero. È considerato l'inventore del tackle in scivolata, gesto tecnico che gli permetteva di rubare la palla agli avversari intervenendo da dietro. Nessuno conosceva all'epoca questo tipo di azione, nemmeno gli arbitri che gli fischiavano spesso fallo. Sin da giovane dimostrò di possedere l'intelligenza e la sapienza di un veterano.
Oltre che nelle cronache degli "addetti al lavori", l'intelligenza di gioco di Schiaffino è stata immortalata anche dal cantautore Paolo Conte in una delle sue più celebri canzoni, Sudamerica, inserita nell'album Un gelato al limon del 1979 ed in seguito interpretata anche da Enzo Jannacci, Ivano Fossati, Francesco De Gregori e Roberto Benigni.
(dal brano Sudamerica di Paolo Conte)

## Carriera

### Club

#### Gli inizi
Schiaffino diede i primi calci nei campi di Pocitos, spiaggia di Montevideo. All'età di 8 anni andò nella squadra del suo barrio, il Palermo. Era impiegato come ala destra. La sua prima squadra vera fu l'Olimpia, alla quale arrivò nel 1937. Poi fu la volta del Nacional, dove ebbe una breve esperienza.

#### Approdo e vittorie al Peñarol
Nel 1943 il Peñarol organizzò un torneo a Las Acacias (barrio di Montevideo) per testare nuovi giocatori e, insieme al fratello Raúl, partecipò giocando per El Tigre, squadra di Pocitos. Grazie anche a Raúl, già nella rosa della squadra, fu selezionato ed entrò nel settore giovanile; l'anno seguente era già titolare. Si fece subito conoscere come il Piccolo Maestro, soprannome assegnatogli per distinguerlo da una vecchia gloria dell'epoca, José Piendibene, famoso come il Gran Maestro.
Schiaffino vinse 5 titoli nazionali in Uruguay (1945, 1949, 1951, 1953 e 1954). Disputò 227 partite di campionato realizzando 88 reti. Inoltre, sempre con il Peñarol, vinse 5 tornei Competencia (1946, 1947, 1949, 1951, 1953), 8 tornei Honor (1945, 1946, 1947, 1949, 1950, 1951, 1952, 1953) e la prestigiosa Copa Montevideo (1954), primo torneo di valore intercontinentale per clubs.Pereyra Natero, Vidal, Míguez, Ghiggia, Enrique Hugo, González, Schiaffino, Varela, Possamay, Ortuño, Hohberg era la formazione titolare del Peñarol - considerata la più forte di tutta la storia del club - che vinse il titolo nazionale nel 1949.

#### L'arrivo in Italia al Milan: altri successi
Grazie alle sue prestazioni ai mondiali del 1950 e del 1954 Schiaffino si fece conoscere in tutto il mondo e dall'Italia arrivarono diverse richieste. Il primo tentativo, del Genoa, non andò a buon fine: gli emissari rossoblù non conclusero la trattativa, perché reputarono il prezzo del calciatore troppo alto. In seguito fu il Milan a fargli la corte e questa volta ci fu l'accordo. L'incontro con Mimmo Carraro, allora dirigente dei rossoneri, si svolse a Hilterfingen, in Svizzera, nel ritiro della nazionale uruguaiana pronta a disputare i mondiali del 1954.

Schiaffino (in piedi, primo da sinistra) nella formazione del Milan vincitore della Coppa Latina 1956

Una volta ufficializzato il trasferimento - per la cifra di 52 milioni di lire - il quindicinale Peñarol di Montevideo titolò: «Se nos fué el Dios del Futbol. Irreparable perdida.» («Il Dio del pallone se n'è andato. Una perdita irreparabile.») Schiaffino arrivò in Italia quasi trentenne: la sua carriera però non era sul viale del tramonto, come credevano i dirigenti del Peñarol.
Esordì con la maglia rossonera il 19 settembre 1954 in Milan-Triestina (4-0), partita nella quale realizzò una doppietta. Al primo anno vinse subito il campionato. Il 26 gennaio 1955, in occasione di Milan-Udinese - recupero della dodicesima giornata - Schiaffino fu accusato di aver rivolto gravi ingiurie all'arbitro Corallo. Secondo i rapporti dello stesso arbitro, il giocatore - strofinandogli davanti pollice ed indice - gli disse «Voi arbitri italiani siete tutti venduti». Per questo episodio fu squalificato per cinque giornate.

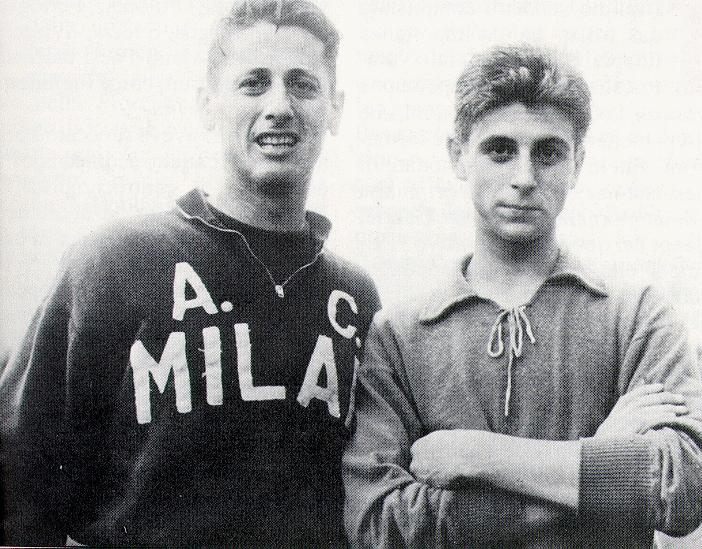
Schiaffino e Rivera nel 1960. L'uruguaiano prese parte al provino del golden boy in rossonero, caldeggiandone l'acquisto da parte del Milan.

Nel 1956 il Milan cambiò allenatore: prese Gipo Viani, con il quale ebbe un rapporto difficile. Spesso non seguiva i suoi ordini, andando alla ricerca del gol a discapito delle disposizioni tecniche. Con il Milan vinse tre scudetti (1954-1955, 1956-1957, 1958-1959) e una Coppa Latina nel 1956. Sfiorò la vittoria della Coppa dei Campioni nel 1958. Realizzò tre reti al Manchester Utd nelle semifinali e segnò all'Heysel uno dei due gol del Milan nella finale persa per 3-2 ai supplementari contro il Real Madrid di Alfredo Di Stéfano.
Proprio Di Stéfano, in quel periodo, era suo antagonista per lo scettro di miglior calciatore del mondo. I suoi gesti tecnici erano apprezzati anche dalle tifoserie avversarie che gli dedicavano ovazioni spontanee. In totale con il Milan disputò 171 partite, marcando 60 gol. Il 5 giugno 1960 contro l'Atalanta fu la sua ultima partita con il Milan. Nel 1960 Schiaffino fu venduto alla Roma per 102 milioni di lire, una cifra considerevole per l'epoca. Alla notizia della cessione, la tifoseria milanista insorse.

#### Gli ultimi anni a Roma
Prima di passare ufficialmente alla Roma nell'estate 1960, Schiaffino - al centro di una complicata ed intrecciata trattativa - fu protagonista di un equivoco durante il calciomercato dell'estate 1957. L'allora presidente giallorosso Renato Sacerdoti l'11 luglio diede in maniera affrettata l'annuncio dell'ingaggio - per la cifra di circa 100 milioni di lire - del giocatore, senza aver concluso l'affare con il presidente rossonero Andrea Rizzoli.
Nei giorni successivi la società milanese decise che non avrebbe più venduto il calciatore uruguaiano e Sacerdoti fece ricorso alla Lega Calcio, reclamo rivelatosi infondato, considerato che non c'era nessun documento e tra i due presidenti ci furono solamente delle telefonate, e giustificato dal tentativo di placare l'insurrezione dei tifosi. Concluse la sua carriera alla Roma, giocando due stagioni, fino al 1962. A 35 anni il fisico non lo sosteneva più tanto, così arretrò trovando la posizione di libero, davanti al portiere. Anche alla Roma diede il suo contributo, vincendo già alla prima stagione la Coppa delle Fiere, anche se non giocò la finale.
Con Manfredini ebbe un'ottima intesa.

### Nazionale
Schiaffino fece il suo debutto in nazionale il 29 dicembre 1945 allo Stadio del Centenario contro l'Argentina, partita nella quale giocò i 13 minuti finali e fornì l'assist al fratello Raúl per il definitivo 1-1. In nazionale era un po' schiacciato dalla personalità del vecchio "capitan" Obdulio Varela, con il quale ebbe diverse liti in campo.

#### La vittoria ai Mondiali del 1950
Nel 1950 fu convocato per il mondiale in Brasile. Una Coppa del Mondo che sembrava decisa in partenza: i brasiliani, padroni di casa, erano i favoriti. L'Uruguay ebbe vita facile nel girone iniziale, i cui avversari erano Bolivia, Scozia e Turchia: infatti le ultime due si ritirarono dalla competizione e l'Uruguay disputò solamente la partita del 2 luglio 1950 contro la Bolivia, vincendo 8-0. A Schiaffino sarebbe stata attribuita una cinquina in questa gara, smentita dallo stesso calciatore.
L'Uruguay batté, il 16 luglio 1950, i padroni di casa appoggiati dai 200.000 presenti sugli spalti dello stadio Maracanã - record di presenze ancora oggi imbattuto.

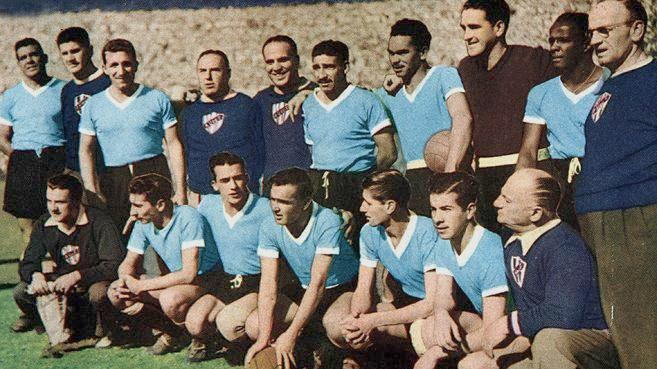
L'Uruguay campione del mondo nel 1950. Schiaffino è il secondo seduto da destra.

 Brasile-Uruguay non fu propriamente la finale: in quell'edizione la formula prevedeva un girone finale all'italiana. Però ci assomigliava moltissimo, perché si disputò al terzo ed ultimo turno dopo che la Seleção aveva vinto le prime due partite contro Spagna e Svezia, al fronte di una vittoria e di un pareggio per la Celeste, e al Brasile, per diventare campione, bastava un pareggio.
Ad inizio ripresa Friaça segnò il primo gol; il capitano uruguaiano Varela raccolse la palla dalla propria rete e si avviò al centro del campo. Gli uruguaiani non si disunirono e proseguirono nel loro gioco ordinato, guidato dalla regia di Schiaffino. Al 66', dopo una rapida progressione sulla fascia, Ghiggia saltò Bigode e servì proprio Schiaffino, che batté il portiere Barbosa. Per quanto il pareggio ancora li premiasse, l'inatteso pareggio dell'Uruguay si ripercosse negativamente sul morale dei brasiliani, che smisero pressoché di giocare.
(Flávio Costa, allenatore del Brasile ai mondiali del 1950)
Poi al 79' Ghiggia, servito da Pérez, superò nuovamente la difesa dei padroni di casa e segnò la rete del clamoroso e definitivo 2-1 per gli ospiti. Sul Maracanã cadde il silenzio più totale. I calciatori brasiliani tentarono di pareggiare, ma ogni loro tentativo fu vano. L'Uruguay realizzò una delle più grandi sorprese della storia del calcio diventando campione e Schiaffino fu nominato miglior giocatore del mondiale. Lo stesso Schiaffino a distanza di qualche anno ricordò così quei momenti:
(Juan Alberto Schiaffino)
Il Brasile cadde nel dramma, e - a seguito della sconfitta - si verificarono 34 suicidi e 56 attacchi cardiaci.

#### I mondiali in Svizzera nel 1954
L'Uruguay, campione del mondo in carica, si presentò quattro anni più tardi in Svizzera per la nuova edizione dei mondiali. La squadra debuttò al primo turno contro la Cecoslovacchia vincendo 2-0 e Schiaffino segnò il gol del 2-0. Nella seconda partita, contro la Scozia, vinsero con un pesante 7-0 e si qualificarono ai quarti vincendo il girone iniziale.
Ai quarti l'Uruguay trovò l'Inghilterra e vinse con il risultato di 4-2. Schiaffino firmò ad inizio ripresa il 3-1. Dopo un facile cammino nel primo turno e nei quarti, la Celeste dovette arrendersi in semifinale di fronte alla grande Ungheria di Puskás. La partita, terminata dopo i tempi supplementari 4-2 per gli ungheresi, rimase nella storia del calcio. La stampa di allora la definì la "Partita del secolo".
(Gianni Brera)
Schiaffino giocò una delle migliori partite della sua intera carriera. Tre giorni dopo L'Uruguay perse, contro l'Austria, anche la finale per il terzo posto, l'ultima partita di Schiaffino per La Celeste.

#### L'esperienza con la Nazionale italiana
Con l'arrivo in Italia, al Milan, Schiaffino poté essere convocato nella Nazionale italiana, essendo oriundo, in virtù del nonno genovese. Debuttò il 5 dicembre 1954 nell'amichevole Italia-Argentina (2-0) giocata a Roma. Il suo rapporto tormentato con il selezionatore dell'Italia Alfredo Foni, però, fece sì che le sue convocazioni furono solo quattro. Per rivedere Schiaffino in nazionale si dovettero attendere tre anni, fino al 1957.
Schiaffino partecipò, il 15 gennaio 1958 a Belfast, alla sfida contro l'Irlanda del Nord che decretò l'esclusione dell'Italia dalla fase finale della Coppa Rimet in Svezia dell'estate successiva. Fu la prima volta in cui l'Italia mancò la qualificazione ad una Coppa del Mondo, proprio con Schiaffino, alla sua ultima gara in azzurro.

### Allenatore
Schiaffino tornò a Montevideo e intraprese una breve carriera di allenatore. Nel 1974 gli fu affidata la nazionale uruguaiana, con la quale l'anno seguente partecipò alla Copa América. Poco dopo allenò anche le giovanili del Peñarol fino al 1976. Tuttavia non ebbe buoni risultati, e decise di dedicarsi solamente all'attività di imprenditore.

## Statistiche

### Presenze e reti nei club
| Stagione        | Squadra         | Campionato      | Campionato | Campionato | Coppe nazionali | Coppe nazionali | Coppe nazionali | Coppe continentali | Coppe continentali | Coppe continentali | Altre coppe | Altre coppe | Altre coppe | Totale | Totale |
| Stagione        | Squadra         | Comp            | Pres       | Reti       | Comp            | Pres            | Reti            | Comp               | Pres               | Reti               | Comp        | Pres        | Reti        | Pres   | Reti   |
| --------------- | --------------- | --------------- | ---------- | ---------- | --------------- | --------------- | --------------- | ------------------ | ------------------ | ------------------ | ----------- | ----------- | ----------- | ------ | ------ |
| 1945            | Peñarol         | PD              | 0          | 0          | ?               | ?               | ?               | ?                  | ?                  | ?                  | ?           | ?           | ?           | 0      | 0      |
| 1946            | Peñarol         | PD              | 23         | 13         | ?               | ?               | ?               | ?                  | ?                  | ?                  | ?           | ?           | ?           | 23+    | 13+    |
| 1947            | Peñarol         | PD              | 19         | 5          | ?               | ?               | ?               | ?                  | ?                  | ?                  | ?           | ?           | ?           | 19+    | 5+     |
| 1948            | Peñarol         | PD              | 24         | 11         | ?               | ?               | ?               | ?                  | ?                  | ?                  | ?           | ?           | ?           | 24+    | 11+    |
| 1949            | Peñarol         | PD              | 31         | 13         | ?               | ?               | ?               | ?                  | ?                  | ?                  | ?           | ?           | ?           | 31+    | 13+    |
| 1950            | Peñarol         | PD              | 34         | 19         | ?               | ?               | ?               | ?                  | ?                  | ?                  | ?           | ?           | ?           | 34+    | 19+    |
| 1951            | Peñarol         | PD              | 16         | 7          | ?               | ?               | ?               | ?                  | ?                  | ?                  | ?           | ?           | ?           | 16+    | 7+     |
| 1952            | Peñarol         | PD              | 38         | 10         | ?               | ?               | ?               | ?                  | ?                  | ?                  | ?           | ?           | ?           | 38+    | 10+    |
| 1953            | Peñarol         | PD              | 34         | 7          | ?               | ?               | ?               | ?                  | ?                  | ?                  | ?           | ?           | ?           | 34+    | 7+     |
| 1954            | Peñarol         | PD              | 8          | 3          | ?               | ?               | ?               | ?                  | ?                  | ?                  | ?           | ?           | ?           | 8+     | 3+     |
| Totale Peñarol  | Totale Peñarol  | Totale Peñarol  | 227        | 88         |                 | ?               | ?               |                    | ?                  | ?                  |             | ?           | ?           | 227+   | 88+    |
| 1954-1955       | Milan           | A               | 27         | 15         | -               | -               | -               | -                  | -                  | -                  | CL          | 1           | 0           | 28     | 15     |
| 1955-1956       | Milan           | A               | 29         | 16         | -               | -               | -               | CC                 | 6                  | 3                  | CL          | 2           | 3           | 37     | 22     |
| 1956-1957       | Milan           | A               | 29         | 9          | -               | -               | -               | -                  | -                  | -                  | CL          | 0           | 0           | 29     | 9      |
| 1957-1958       | Milan           | A               | 17         | 3          | CI              | 3               | 2               | CC                 | 6                  | 5                  | -           | -           | -           | 26     | 10     |
| 1958-1959       | Milan           | A               | 27         | 2          | CI              | 2               | 0               | -                  | -                  | -                  | CA          | 0           | 0           | 29     | 2      |
| 1959-1960       | Milan           | A               | 20         | 2          | CI              | 0               | 0               | CC                 | 1                  | 0                  | CA          | 1           | 0           | 22     | 2      |
| Totale Milan    | Totale Milan    | Totale Milan    | 149        | 47         |                 | 5               | 2               |                    | 13                 | 8                  |             | 4           | 3           | 171    | 60     |
| 1960-1961       | Roma            | A               | 29         | 3          | CI              | 1               | 0               | CdF                | 7                  | 0                  | -           | -           | -           | 37     | 3      |
| 1961-1962       | Roma            | A               | 10         | 0          | CI              | 0               | 0               | CdF                | 0                  | 0                  | CA+TCdS     | 0           | 0           | 10     | 0      |
| Totale Roma     | Totale Roma     | Totale Roma     | 39         | 3          |                 | 1               | 0               |                    | 7                  | 0                  |             | -           | -           | 47     | 3      |
| Totale carriera | Totale carriera | Totale carriera | 415        | 138        |                 | 6               | 2               |                    | 20                 | 8                  |             | 4           | 3           | 445+   | 151+   |

### Cronologia presenze e reti in nazionale[1]
| Cronologia completa delle presenze e delle reti in nazionale ― Uruguay | Cronologia completa delle presenze e delle reti in nazionale ― Uruguay | Cronologia completa delle presenze e delle reti in nazionale ― Uruguay | Cronologia completa delle presenze e delle reti in nazionale ― Uruguay | Cronologia completa delle presenze e delle reti in nazionale ― Uruguay | Cronologia completa delle presenze e delle reti in nazionale ― Uruguay | Cronologia completa delle presenze e delle reti in nazionale ― Uruguay | Cronologia completa delle presenze e delle reti in nazionale ― Uruguay |
| Data                                                                   | Città                                                                  | In casa                                                                | Risultato                                                              | Ospiti                                                                 | Competizione                                                           | Reti                                                                   | Note                                                                   |
| ---------------------------------------------------------------------- | ---------------------------------------------------------------------- | ---------------------------------------------------------------------- | ---------------------------------------------------------------------- | ---------------------------------------------------------------------- | ---------------------------------------------------------------------- | ---------------------------------------------------------------------- | ---------------------------------------------------------------------- |
| 10-1-1946                                                              | Montevideo                                                             | Uruguay                                                                | 1 – 1                                                                  | Brasile                                                                | Copa Rio Branco                                                        | -                                                                      | 78’                                                                    |
| 1-4-1947                                                               | Rio de Janeiro                                                         | Brasile                                                                | 3 – 2                                                                  | Uruguay                                                                | Copa Rio Branco                                                        | -                                                                      |                                                                        |
| 11-4-1948                                                              | Montevideo                                                             | Uruguay                                                                | 4 – 2                                                                  | Brasile                                                                | Copa Rio Branco                                                        | -                                                                      |                                                                        |
| 30-4-1950                                                              | Rio de Janeiro                                                         | Paraguay                                                               | 2 – 3                                                                  | Uruguay                                                                | Copa Trompowski                                                        | -                                                                      |                                                                        |
| 6-5-1950                                                               | San Paolo                                                              | Brasile                                                                | 3 – 4                                                                  | Uruguay                                                                | Copa Rio Branco                                                        | 1                                                                      |                                                                        |
| 14-5-1950                                                              | Rio de Janeiro                                                         | Brasile                                                                | 3 – 2                                                                  | Uruguay                                                                | Copa Rio Branco                                                        | -                                                                      |                                                                        |
| 18-5-1950                                                              | Rio de Janeiro                                                         | Brasile                                                                | 1 – 0                                                                  | Uruguay                                                                | Copa Rio Branco                                                        | -                                                                      |                                                                        |
| 2-7-1950                                                               | Belo Horizonte                                                         | Bolivia                                                                | 0 – 8                                                                  | Uruguay                                                                | Mondiali 1950 - 1º turno                                               | 2                                                                      |                                                                        |
| 9-7-1950                                                               | San Paolo                                                              | Spagna                                                                 | 2 – 2                                                                  | Uruguay                                                                | Mondiali 1950 - Girone finale                                          | -                                                                      |                                                                        |
| 13-7-1950                                                              | San Paolo                                                              | Svezia                                                                 | 2 – 3                                                                  | Uruguay                                                                | Mondiali 1950 - Girone finale                                          | -                                                                      |                                                                        |
| 16-7-1950                                                              | Rio de Janeiro                                                         | Brasile                                                                | 1 – 2                                                                  | Uruguay                                                                | Mondiali 1950 - Girone finale                                          | 1                                                                      |                                                                        |
| 31-5-1953                                                              | Montevideo                                                             | Uruguay                                                                | 2 – 1                                                                  | Inghilterra                                                            | Amichevole                                                             | -                                                                      |                                                                        |
| 10-4-1954                                                              | Montevideo                                                             | Uruguay                                                                | 1 – 4                                                                  | Paraguay                                                               | Amichevole                                                             | -                                                                      |                                                                        |
| 18-4-1954                                                              | Asunción                                                               | Paraguay                                                               | 1 – 1                                                                  | Uruguay                                                                | Amichevole                                                             | -                                                                      |                                                                        |
| 23-5-1954                                                              | Losanna                                                                | Svizzera                                                               | 3 – 3                                                                  | Uruguay                                                                | Amichevole                                                             | 1                                                                      |                                                                        |
| 5-6-1954                                                               | Saarbrücken                                                            | Saar                                                                   | 1 – 7                                                                  | Uruguay                                                                | Amichevole                                                             | 1                                                                      |                                                                        |
| 16-6-1954                                                              | Berna                                                                  | Rep. Ceca                                                              | 0 – 2                                                                  | Uruguay                                                                | Mondiali 1954 - 1º turno                                               | 1                                                                      |                                                                        |
| 19-6-1954                                                              | Basilea                                                                | Scozia                                                                 | 0 – 7                                                                  | Uruguay                                                                | Mondiali 1954 - 1º turno                                               | -                                                                      |                                                                        |
| 26-6-1954                                                              | Basilea                                                                | Inghilterra                                                            | 2 – 4                                                                  | Uruguay                                                                | Mondiali 1954 - Quarti di finale                                       | 1                                                                      |                                                                        |
| 30-6-1954                                                              | Losanna                                                                | Ungheria                                                               | 4 – 2                                                                  | Uruguay                                                                | Mondiali 1954 - Semifinale                                             | -                                                                      |                                                                        |
| 3-7-1954                                                               | Zurigo                                                                 | Austria                                                                | 3 – 1                                                                  | Uruguay                                                                | Mondiali 1954 - Finale 3º posto                                        | -                                                                      |                                                                        |
| Totale                                                                 |                                                                        | Presenze                                                               | 21                                                                     |                                                                        | Reti                                                                   | 8                                                                      |                                                                        |

| Cronologia completa delle presenze e delle reti in nazionale (partite non ufficiali) ― Uruguay | Cronologia completa delle presenze e delle reti in nazionale (partite non ufficiali) ― Uruguay | Cronologia completa delle presenze e delle reti in nazionale (partite non ufficiali) ― Uruguay | Cronologia completa delle presenze e delle reti in nazionale (partite non ufficiali) ― Uruguay | Cronologia completa delle presenze e delle reti in nazionale (partite non ufficiali) ― Uruguay | Cronologia completa delle presenze e delle reti in nazionale (partite non ufficiali) ― Uruguay | Cronologia completa delle presenze e delle reti in nazionale (partite non ufficiali) ― Uruguay | Cronologia completa delle presenze e delle reti in nazionale (partite non ufficiali) ― Uruguay |
| Data                                                                                           | Città                                                                                          | In casa                                                                                        | Risultato                                                                                      | Ospiti                                                                                         | Competizione                                                                                   | Reti                                                                                           | Note                                                                                           |
| ---------------------------------------------------------------------------------------------- | ---------------------------------------------------------------------------------------------- | ---------------------------------------------------------------------------------------------- | ---------------------------------------------------------------------------------------------- | ---------------------------------------------------------------------------------------------- | ---------------------------------------------------------------------------------------------- | ---------------------------------------------------------------------------------------------- | ---------------------------------------------------------------------------------------------- |
| 29-12-1945                                                                                     | Montevideo                                                                                     | Uruguay                                                                                        | 1 – 1                                                                                          | Argentina                                                                                      |                                                                                                | 1                                                                                              |                                                                                                |
| 5-12-1948                                                                                      | ?                                                                                              | Uruguay                                                                                        | 1 – 2                                                                                          | Argentina                                                                                      |                                                                                                | -                                                                                              |                                                                                                |
| Totale                                                                                         |                                                                                                | Presenze                                                                                       | 2                                                                                              |                                                                                                | Reti                                                                                           | 1                                                                                              |                                                                                                |

| Cronologia completa delle presenze e delle reti in nazionale ― Italia | Cronologia completa delle presenze e delle reti in nazionale ― Italia | Cronologia completa delle presenze e delle reti in nazionale ― Italia | Cronologia completa delle presenze e delle reti in nazionale ― Italia | Cronologia completa delle presenze e delle reti in nazionale ― Italia | Cronologia completa delle presenze e delle reti in nazionale ― Italia | Cronologia completa delle presenze e delle reti in nazionale ― Italia | Cronologia completa delle presenze e delle reti in nazionale ― Italia |
| Data                                                                  | Città                                                                 | In casa                                                               | Risultato                                                             | Ospiti                                                                | Competizione                                                          | Reti                                                                  | Note                                                                  |
| --------------------------------------------------------------------- | --------------------------------------------------------------------- | --------------------------------------------------------------------- | --------------------------------------------------------------------- | --------------------------------------------------------------------- | --------------------------------------------------------------------- | --------------------------------------------------------------------- | --------------------------------------------------------------------- |
| 5-12-1954                                                             | Roma                                                                  | Italia                                                                | 2 – 0                                                                 | Argentina                                                             | Amichevole                                                            | -                                                                     |                                                                       |
| 4-12-1957                                                             | Belfast                                                               | Irlanda del Nord                                                      | 2 – 2                                                                 | Italia                                                                | Amichevole                                                            | -                                                                     |                                                                       |
| 22-12-1957                                                            | Milano                                                                | Italia                                                                | 3 – 0                                                                 | Portogallo                                                            | Qual. Mondiali 1958                                                   | -                                                                     |                                                                       |
| 15-1-1958                                                             | Belfast                                                               | Irlanda del Nord                                                      | 2 – 1                                                                 | Italia                                                                | Qual. Mondiali 1958                                                   | -                                                                     |                                                                       |
| Totale                                                                |                                                                       | Presenze                                                              | 4                                                                     |                                                                       | Reti                                                                  | 0                                                                     |                                                                       |

## Palmarès

### Club

#### Competizioni nazionali
- Campionato uruguaiano: 5 [18]

Peñarol: 1945, 1949, 1951, 1953, 1954
- Torneo Competencia: 5[18][19]

Peñarol: 1946, 1947, 1949, 1951, 1953
- Torneo Honor: 8[18]

Peñarol: 1945, 1946, 1947, 1949, 1950, 1951, 1952, 1953
- Campionato italiano: 3

Milan: 1954-1955, 1956-1957, 1958-1959

#### Competizioni internazionali
- Copa de Montevideo 1954.
- Coppa Latina: 1

Milan: 1956
- Coppa delle Fiere: 1

Roma: 1960-1961

### Individuale
- Capocannoniere della Coppa Latina: 1

1956 (3 gol)

### Nazionale
- Campionato mondiale: 1

Brasile 1950

### Individuale
- Candidato al Dream Team del Pallone d'oro (2020)